# 中川文一
中川 文一（なかがわ ふみかず、1947年10月6日 - ）は、京都府出身のバスケットボール指導者である。

## 来歴
田辺中でバスケを始め、京都城南高、東京教育大で選手として活躍。
卒業後は指導者に転じ、1971年、ユニチカ宇治のコーチに就任。日本リーグ2位、オールジャパン3位の成績を残す。
1976年、シャンソン化粧品の監督に就任。初年度で全日本実業団バスケットボール競技大会初優勝となり翌年の日本リーグ昇格を決めた他、国体にも静岡県代表として出場し優勝。その後2003年まで指揮を執り、その間日本リーグ・Wリーグ優勝14回、オールジャパン優勝10回を誇る強豪にまで育て上げた。
1990年からは全日本女子のヘッドコーチも務め、20年ぶりの五輪出場となる1996年アトランタ大会へ導いた。世界選手権も2度出場。
1999年、シドニー大会を逃し代表ヘッドを辞任。
2004年、富士通レッドウェーブのヘッドコーチに就任。2006年オールジャパンで初優勝、2007年も2連覇へと導いた。リーグ戦でも2007-08に初優勝を挙げるなど富士通を強豪へ育て上げた。
2006年までシャンソンのヘッドを務めた李玉慈は2003年まで富士通のヘッドを務めており、2004年に中川と入れ替わる形となっていた。2006年のオールジャパン決勝はその両ヘッドの対決となった。
2009年、10年ぶりとなる女子日本代表のヘッドコーチに復帰した。なお、ナショナルチームのコーチは2009年より専任となるため2007-08シーズンを最後に富士通コーチは退任が確定した。専任コーチは2001年から2002年までの北原憲彦以来であるが、北原の場合は2001年に第一勧銀が廃部になったためであり、就任時から専任は中川が初となる。
2大会ぶりの世界選手権出場へ導いたが、2011年のアジア選手権でロンドンオリンピック出場権を獲得できなかった責任を問われ、事実上の解任となった。
2012年、トヨタ紡織サンシャインラビッツHCに就任。2021年退任。その後アイシン ウィングスHC就任。
2024年5月16日、10年ぶりにシャンソンVマジックのHCに就任した。
2025年、シャンソンHCを退任。

## 参照
1. ↑  “中川女子代表監督を解任＝後任に内海氏が復帰―バスケット”. (2011年12月7日) 2011年12月7日閲覧。
2. ↑  “中川文一ヘッドコーチ【退団者の挨拶】/”. (2021年4月22日) 2021年4月22日閲覧。
3. ↑  “ヘッドコーチについて”. (2021年5月1日) 2021年5月1日閲覧。
4. ↑  “ヘッドコーチ就任のお知らせ”. シャンソン化粧品 シャンソンVマジック オフィシャルサイト. 2024年6月1日閲覧。
5. ↑  中川文一ヘッドコーチ 退任のお知らせ シャンソン化粧品 2025年5月1日